# Thilo Kalke
Ernst-Thilo Kalke (* 30. März 1924 in Stuttgart; † 22. November 2018 ebenda) war ein deutscher Musiker (Piano, Oboe, Komposition), der in verschiedenen Genres tätig war.

## Leben und Wirken
Kalke studierte nach einer Ausbildung als Drogist und der Absolvierung des Wehrdienstes an der Musikhochschule Stuttgart Komposition bei Philipp Mohler; in den Nebenfächern studierte er Piano und Oboe. Im weiteren Werdegang verfolgte er sowohl die klassische Laufbahn und spielte als Oboist in vielen Orchestern und Kammermusikgruppen. Andererseits faszinierte ihn die kreativen Möglichkeiten der Jazzmusik. Deshalb spielte er auch als Pianist in Jazz-Combos und Bigbands mit. Mit der Modern Jazz Crew entstand zwischen 1962 und 1967 das Album Swinging Enterprise, das 1980 bei Jazzpoint Records veröffentlicht wurde. Als Komponist und Arrangeur arbeitete er unter anderem für Erwin Lehn und die Bigband des Süddeutschen Rundfunks, aber ebenso für Frédéric Rabold.
Weiterhin komponierte Kalke Werke für Blasorchester, aber auch für Sinfonieorchester, Chöre und Ensembles der Kammermusik. Seine Konzertante Suite für Oboe, Fagott und Orchester spielte der Orchesterverein Stuttgart auf Platte ein. Für Blechbläserensembles aus dem klassischen Bereich arrangierte er unterhaltende Stücke. Nach einer Begegnung mit Hans Rode, der verschiedene Akkordeon- und Blasorchester dirigierte, entstanden zudem seit Mitte der 1980er Jahre Kompositionen für Akkordeonorchester in verschiedenen Schwierigkeitsstufen.